# Prémios Emmy do Primetime de 2021
A 73.ª edição dos Prémios Emmy do Primetime homenageou o melhor da programação de televisão estadunidense no horário nobre de 1.º de junho de 2020 a 31 de maio de 2021, conforme escolhido pela Academia de Artes & Ciências Televisivas. A cerimônia foi realizada ao vivo em 19 de setembro de 2021, no Event Deck em L.A. Live no centro de Los Angeles, Califórnia, e foi precedida pelo 73.º Primetime Creative Arts Emmy Awards em 11 e 12 de setembro. Durante a cerimônia, o Emmy Awards foi entregue em 27 categorias diferentes. A cerimônia foi produzida por Reginald Hudlin e Ian Stewart, dirigida por Hamish Hamilton, e transmitida nos Estados Unidos pela CBS e Paramount+. Cedric the Entertainer foi o anfitrião do evento.
Na cerimônia principal, The Crown se tornou a primeira série dramática a conquistar as principais categorias, ganhando sete prêmios, incluindo Melhor Série Dramática. Ted Lasso liderou todas as categorias de comédias com quatro vitórias, incluindo Melhor Série de Comédia, enquanto Hacks ganhou três prêmios. Mare of Easttown também ganhou três prêmios, liderando todas as categorias de séries limitadas, mas Melhor Série Limitada ou Antológica foi para The Queen's Gambit. Outros programas vencedores incluíram Halston, Hamilton, I May Destroy You, Last Week Tonight with John Oliver, RuPaul's Drag Race, Saturday Night Live e Stephen Colbert's Election Night 2020. Incluindo Creative Arts Emmys, The Crown e The Queen's Gambit lideraram todos os shows com 11 vitórias cada, enquanto a Netflix ganhou 44 prêmios para liderar todas as redes e plataformas.

## Vencedores e indicados

### Programas
| Melhor série de comédia - Ted Lasso (Apple TV+) - Black-ish (ABC) - Cobra Kai (Netflix) - Emily in Paris (Netflix) - The Flight Attendant (HBO Max) - Hacks (HBO Max) - The Kominsky Method (Netflix) - PEN15 (Hulu) | Melhor série dramática - The Crown (Netflix) - The Boys (Amazon Prime Video) - Bridgerton (Netflix) - The Handmaid's Tale (Hulu) - Lovecraft Country (HBO) - The Mandalorian (Disney+) - Pose (FX) - This Is Us (NBC)                                           |
| Melhor série limitada ou antológica - The Queen's Gambit (Netflix) - I May Destroy You (HBO) - Mare of Easttown (HBO) - The Underground Railroad (Amazon Prime Video) - WandaVision (Disney+) | Melhor reality show de competição - RuPaul's Drag Race (VH1) - The Amazing Race (CBS) - Nailed It! (Netflix) - Top Chef (Bravo) - The Voice (NBC) |
| Melhor talk show (seriado) - Last Week Tonight with John Oliver (HBO) - Conan (TBS) - The Daily Show with Trevor Noah (Comedy Central) - Jimmy Kimmel Live! (ABC) - The Late Show with Stephen Colbert (CBS) | Melhor programa de esquetes - Saturday Night Live (NBC) - A Black Lady Sketch Show (HBO) |
| Melhor especial de variedade (ao vivo) - Stephen Colbert's Election Night 2020: Democracy's Last Stand Building Back America Great Again Better 2020 (Showtime) - Celebrating America – An Inauguration Night Special (Múltiplas plataformas) - The 63rd Annual Grammy Awards (CBS) - The Oscars (ABC) - The Pepsi Super Bowl LV Halftime Show Starring The Weeknd (CBS) | Melhor especial de variedade (gravado) - Hamilton (Disney+) - Bo Burnham: Inside (Netflix) - David Byrne's American Utopia (HBO) - 8:46 – Dave Chappelle (Netflix) - Friends: The Reunion (HBO Max) - A West Wing Special to Benefit When We All Vote (HBO Max) |

### Atuação

#### Atuação principal
| Melhor ator principal em série de comédia - Jason Sudeikis como Ted Lasso em Ted Lasso (Apple TV+) - Anthony Anderson como Andre "Dre" Johnson em Black-ish (ABC) - Michael Douglas como Sandy Kominsky em The Kominsky Method (Netflix) - William H. Macy como Frank Gallagher em Shameless (Showtime) - Kenan Thompson como Kenan Williams em Kenan (NBC)                                     | Melhor atriz principal em série de comédia - Jean Smart como Deborah Vance em Hacks (HBO Max) - Kaley Cuoco como Cassie Bowden em The Flight Attendant (HBO Max) - Tracee Ellis Ross como Drª. Rainbow "Bow" Johnson em Black-ish (ABC) - Allison Janney como Bonnie Plunkett em Mom (CBS) - Aidy Bryant como Annie Easton em Shrill (Hulu)                                                                           |
| Melhor ator principal em série dramática - Josh O'Connor como Príncipe Charles em The Crown (Netflix) - Sterling K. Brown como Randall Pearson em This Is Us (NBC) - Jonathan Majors como Atticus Freeman em Lovecraft Country (HBO) - Regé-Jean Page como Simon Basset em Bridgerton (Netflix) - Billy Porter como Pray Tell em Pose (FX) - Matthew Rhys como Perry Mason em Perry Mason (HBO) | Melhor atriz principal em série dramática - Olivia Colman como Rainha Elizabeth II em The Crown (Netflix) - Uzo Aduba como Drª. Brooke Taylor em In Treatment (HBO) - Emma Corrin como Princesa Diana em The Crown (Netflix) - Elisabeth Moss como June Osborn em The Handmaid's Tale (Hulu) - Mj Rodriguez como Blanca Rodriguez em Pose (FX) - Jurnee Smollett como Letitia "Leti" Lewis em Lovecraft Country (HBO) |
| Melhor ator principal em série limitada, série antológica ou telefilme - Ewan McGregor como Roy Halston Frowick em Halston (Netflix) - Paul Bettany como Visão em WandaVision (Disney+) - Hugh Grant como Jonathan Fraser em The Undoing (HBO) - Lin-Manuel Miranda como Alexander Hamilton em Hamilton (Disney+) - Leslie Odom Jr. como Aaron Burr em Hamilton (Disney+)                       | Melhor atriz principal em série limitada, série antológica ou telefilme - Kate Winslet como Mare Sheeman em Mare of Easttown (HBO) - Michaela Coel como Arabella em I May Destroy You (HBO) - Cynthia Erivo como Aretha Franklin em Genius: Aretha (Nat Geo) - Elizabeth Olsen como Wanda Maximoff / Feiticeira Escarlate em WandaVision (Disney+) - Anya Taylor-Joy como Beth Harmon em The Queen's Gambit (Netflix) |

#### Atuação coadjuvante
| Melhor ator coadjuvante em série de comédia - Brett Goldstein como Roy Kent em Ted Lasso (Apple TV+) - Carl Clemons-Hopkins como Marcus Vaughan em Hacks (HBO Max) - Brendan Hunt como Treinador Beard em Ted Lasso (Apple TV+) - Nick Mohammed como Nathan Shelley em Ted Lasso (Apple TV+) - Jeremy Swift como Leslie Higgins em Ted Lasso (Apple TV+) - Paul Reiser como Martin Schneider em The Kominsky Method (Netflix) - Kenan Thompson como vários personagens em Saturday Night Live (NBC) - Bowen Yang como vários personagens em Saturday Night Live (NBC) | Melhor atriz coadjuvante em série de comédia - Hannah Waddingham como Rebecca Welton em Ted Lasso (Apple TV+) - Hannah Einbinder como Ava Daniels em Hacks (HBO Max) - Aidy Bryant como várias personagens em Saturday Night Live (NBC) - Kate McKinnon como várias personagens em Saturday Night Live (NBC) - Cecily Strong como várias personagens em Saturday Night Live (NBC) - Rosie Perez como Megan Briscoe em The Flight Attendant (HBO Max) - Juno Temple como Keeley Jones em Ted Lasso (Apple TV+)                                                                                            |
| Melhor ator coadjuvante em série dramática - Tobias Menzies como Príncipe Philip em The Crown (Netflix) - O. T. Fagbenle como Luke Bankole em The Handmaid's Tale (Hulu) - Max Minghella como Nick Blaine em The Handmaid's Tale (Hulu) - Bradley Whitford como Joseph Lawrence em The Handmaid's Tale (Hulu) - Michael K. Williams como Montrose Freeman em Lovecraft Country (HBO) - Giancarlo Esposito como Moff Gideon em The Mandalorian (Disney+) - John Lithgow como E.B. Jonathan em Perry Mason (HBO) - Chris Sullivan como Toby Damon em This Is Us (NBC)   | Melhor atriz coadjuvante em série dramática - Gillian Anderson como Margaret Thatcher em The Crown (Netflix) - Helena Bonham Carter como Princesa Margaret em The Crown (Netflix) - Emerald Fennell como Camilla Parker Bowles em The Crown (Netflix) - Ann Dowd como "Tia" Lydia Clements em The Handmaid's Tale (Hulu) - Madeline Brewer como Janine Lindo em The Handmaid's Tale (Hulu) - Samira Wiley como Moira Strand em The Handmaid's Tale (Hulu) - Yvonne Strahovski como Serena Joy Waterford em The Handmaid's Tale (Hulu) - Aunjanue Ellis como Hippolyta Freeman em Lovecraft Country (HBO) |
| Melhor ator coadjuvante em série limitada, série antológica ou telefilme - Evan Peters como Det. Colin Zabel em Mare of Easttown (HBO) - Thomas Brodie-Sangster como Benny Watts em The Queen's Gambit (Netflix) - Daveed Diggs como Marquês de Lafayette e Thomas Jefferson em Hamilton (Disney+) - Paapa Essiedu como Kwame em I May Destroy You (HBO) - Jonathan Groff como Rei George III em Hamilton (Disney+) - Anthony Ramos como John Laurens e Philip Hamilton em Hamilton (Disney+)                                                                         | Melhor atriz coadjuvante em série limitada, série antológica ou telefilme - Julianne Nicholson como Lori Ross em Mare of Easttown (HBO) - Renée Elise Goldsberry como Angelica Schuyler em Hamilton (Disney+) - Kathryn Hahn como Agatha Harkness em WandaVision (Disney+) - Moses Ingram como Jolene em The Queen's Gambit (Netflix) - Jean Smart como Helen em Mare of Easttown (HBO) - Phillipa Soo como Eliza Hamilton em Hamilton (Disney+) |

### Direção
| Melhor direção em série de comédia - Hacks (Episódio: "There Is No Line"), dirigido por Lucia Aniello (HBO Max) - B Positive (Episódio: "Pilot"), dirigido por James Burrows (CBS) - Mom (Episódio: "Scooby-Doo Checks And Salisbury Steak"), dirigido por James Widdoes (CBS) - Ted Lasso (Episódio: "Biscuits"), dirigido por Zach Braff (Apple TV+) - Ted Lasso (Episódio: "The Hope That Kills You"), dirigido por MJ Delaney (Apple TV+) - Ted Lasso (Episódio: "Make Rebecca Great Again"), dirigido por Declan Lowney (Apple TV+) - The Flight Attendant (Episódio: "In Case Of Emergency"), dirigido por Susanna Fogel (HBO Max) | Melhor direção em série dramática - The Crown (Episódio: "War"), dirigido por Jessica Hobbs (Netflix) - Bridgerton (Episódio: "Diamond Of The First Water"), dirigido por Julie Anne Robinson (Netflix) - Pose (Episódio: "Series Finale"), dirigido por Steven Canals (FX) - The Crown (Episódio: "Fairytale"), dirigido por Benjamin Caron (Netflix) - The Handmaid's Tale (Episódio: "The Wilderness"), dirigido por Liz Garbus (Hulu) - The Mandalorian (Episódio: "Chapter 9: The Marshal"), dirigido por Jon Favreau (Disney+) |
| Melhor direção em série limitada, telefilme ou especial dramático - The Queen's Gambit, dirigido por Scott Frank (Netflix) - Hamilton, dirigido por Thomas Kail (Disney+) - I May Destroy You (Episódio: "Ego Death"), dirigido por Sam Miller e Michaela Coel (HBO) - I May Destroy You (Episódio: "Eyes Eyes Eyes Eyes"), dirigido por Sam Miller (HBO) - Mare of Easttown, dirigido por Craig Zobel (HBO) - The Underground Railroad, dirigido por Barry Jenkins (Amazon Prime Video) - WandaVision, dirigido por Matt Shakman (Disney+)                                                                                              | |

### Roteiro
| Melhor roteiro em série de comédia - Hacks (Episódio: "There Is No Line"), escrito por Lucia Aniello, Paul W. Downs e Jen Statsky (HBO Max) - Girls5eva (Episódio: "Pilot"), escrito por Meredith Scardino (Peacock) - PEN15 (Episódio: "Play"), escrito por Maya Erskine (Hulu) - Ted Lasso (Episódio: "Make Rebecca Great Again"), escrito por Joe Kelly, Brendan Hunt e Jason Sudeikis (Apple TV+) - Ted Lasso (Episódio: "Pilot"), escrito por Jason Sudeikis, Bill Lawrence, Brendan Hunt e Joe Kelly (Apple TV+) - The Flight Attendant (Episódio: "In Case Of Emergency"), escrito por Steve Yockey (HBO Max) | Melhor roteiro em série dramática - The Crown (Episódio: "War"), escrito por Peter Morgan (Netflix) - Lovecraft Country (Episódio: "Sundown"), escrito por Misha Green (HBO) - Pose (Episódio: "Series Finale"), escrito por Ryan Murphy, Brad Falchuk, Steven Canals, Janet Mock e Our Lady J (FX) - The Boys (Episódio: "What I Know"), escrito por Rebecca Sonnenshine (Amazon Prime Video) - The Handmaid's Tale (Episódio: "Home"), escrito por Yahlin Chang (Hulu) - The Mandalorian (Episódio: "Chapter 13: The Jedi"), escrito por Dave Filoni (Disney+) - The Mandalorian (Episódio: "Chapter 16: The Rescue"), escrito por Jon Favreau (Disney+) |
| Melhor roteiro em série limitada, telefilme ou especial dramático - I May Destroy You, escrito por Michaela Coel (HBO) - Mare of Easttown, escrito por Brad Ingelsby (HBO) - The Queen's Gambit, escrito por Scott Frank (Netflix) - WandaVision (Episódio: "Filmed Before a Live Studio Audience"), escrito por Jac Schaeffer (Disney+) - WandaVision (Episódio: "All-New Halloween Spooktacular!"), escrito por Chuck Hayward e Peter Cameron (Disney+) - WandaVision (Episódio: "Previously On"), escrito por Laura Donney (Disney+)                                                                              | Melhor roteiro em séries de variedade - Last Week Tonight with John Oliver (HBO) - The Amber Ruffin Show (Peacock) - A Black Lady Sketch Show (HBO) - The Late Show with Stephen Colbert (CBS) - Saturday Night Live (NBC) |

## Múltiplas indicações
| Indicações | Programa                           | Emissora    |
| ---------- | ---------------------------------- | ----------- |
| 13         | Ted Lasso                          | Apple TV+   |
| 11         | The Crown                          | Netflix     |
| 11         | The Handmaid's Tale                | Hulu        |
| 9          | Hamilton                           | Disney+     |
| 8          | WandaVision                        | Disney+     |
| 7          | Mare of Easttown                   | HBO         |
| 6          | Hacks                              | HBO Max     |
| 6          | I May Destroy You                  | HBO         |
| 6          | Lovecraft Country                  | HBO         |
| 6          | The Queen's Gambit                 | Netflix     |
| 6          | Saturday Night Live                | NBC         |
| 5          | The Flight Attendant               | HBO Max     |
| 5          | The Mandalorian                    | Disney+     |
| 5          | Pose                               | FX          |
| 3          | Black-ish                          | ABC         |
| 3          | Bridgerton                         | Netflix     |
| 3          | The Kominsky Method                | Netflix     |
| 3          | This Is Us                         | NBC         |
| 2          | The Boys                           | Prime Video |
| 2          | Last Week Tonight with John Oliver | HBO         |
| 2          | The Late Show with Stephen Colbert | CBS         |
| 2          | Mom                                | CBS         |
| 2          | PEN15                              | Hulu        |
| 2          | Perry Mason                        | HBO         |
| 2          | The Underground Railroad           | Prime Video |

| Indicações | Emissoras          |
| ---------- | ------------------ |
| 29         | Netflix            |
| 27         | HBO                |
| 22         | Disney+            |
| 14         | Hulu               |
| 13         | Apple TV+          |
| 13         | HBO Max            |
| 11         | NBC                |
| 6          | CBS                |
| 5          | FX                 |
| 4          | ABC                |
| 4          | Amazon Prime Video |
| 2          | Peacock            |

### Programas com mais vitórias
| Vitórias | Programa                           | Rede      |
| -------- | ---------------------------------- | --------- |
| 7        | The Crown                          | Netflix   |
| 4        | Ted Lasso                          | Apple TV+ |
| 3        | Hacks                              | HBO Max   |
| 3        | Mare of Easttown                   | HBO       |
| 2        | Last Week Tonight with John Oliver | HBO       |
| 2        | The Queen's Gambit                 | Netflix   |

| Vitórias | Rede      |
| -------- | --------- |
| 9        | Netflix   |
| 5        | HBO       |
| 4        | Apple TV+ |
| 3        | HBO Max   |